# Хачіян Меліксет Завенович
Меліксет Завенович Хачіян (вірм. Մելիքսեթ Զավենի Խաչիյան; нар. Баку) — вірменський шахіст, представник Сполучених Штатів від 2003, гросмейстер від 2006 року.

## Шахова кар'єра
У шахи почав грати у 8 років. Кілька разів брав участь у фіналах індивідуальних чемпіонатів Вірменії, найкращий результат показав 1996 року в Єревані, де посів 4-те місце (позаду Володимира Акопяна, Арташеса Мінасяна i Вігена Мірумяна). 1995 року поділив 1-ше місце (разом з Петром Кіряковим i Валерієм Невєровим) на турнірі за круговою системою в Москві, 1996 року поділив 2-ге місце (після Олексія Федорова, разом з Валерієм Чеховим i Володимиром Маланюком) на одному з турнірів Кубка Росії, який також відбувся в Москві. 1997 року поділив 2-ге місце (позаду Леоніда Юртаєва, разом з Тамазом Табатадзе) на турнірі за швейцарською системою в Урмії. Того самого року представляв команду Вірменії на командному чемпіонаті світу в Люцерні, де здобув бронзову медаль. 2000 року поділив 2-ге місце (позаду Михайла Салтаєва, разом з Руфатом Багіровим, Тахіром Вахідовим, Шухратом Сафіним i Варужаном Акопяном) в Абу-Дабі, a 2002 року здобув у Коста-Месі звання чемпіона південної Каліфорнії. 2003 року виконав дві гросмейстерські норми, під час меморіалу Едуарда Гуфельда в Лос-Анджелес (поділив 1-ше місце разом з Варужаном Акопяном i Джессі Крааєм), а також на опені в Ліндсборгу. Третю норму на звання гросмейстера виконав 2005 року, перемігши на круговому турнірі в Лос-Анджелес. У 2007 році досягнув чергового успіху, посівши 1-ше місце в Едмонтоні, a 2008 року переміг на турнірі American Open у Лос-Анджелесі. У 2009 році поділив 1-ше місце (разом з Олександром Даніним) на турнірі Аерофлот опен-A2 в Москві.
Найвищий рейтинг Ело дотепер мав станом на 1 квітня 2009 року, досягнувши 2546 пунктів, посідав тоді 20-е місце серед американських шахістів.

## Зміни рейтингу
| На цьому місці має відображатися графік чи діаграма, однак з технічних причин його відображення наразі вимкнено. Будь ласка, не видаляйте код, який викликає це повідомлення. Розробники вже працюють для того, щоби відновити штатне функціонування цього графіка або діаграми. | |
| | На цьому місці має відображатися графік чи діаграма, однак з технічних причин його відображення наразі вимкнено. Будь ласка, не видаляйте код, який викликає це повідомлення. Розробники вже працюють для того, щоби відновити штатне функціонування цього графіка або діаграми. |